# 歐傑尼·奧納齊
歐傑尼·奧納齊（英語：Ogenyi Onazi，1992年12月25日—），生於奈及利亞，奈及利亞足球運動員，司職中場，現時自由身。

## 球員生涯
奧納齊於2011年加入拉齊奧，與他的隊友伊曼紐爾一起。兩人在參加 2009 年 FIFA U-17 世界盃在英格蘭、希臘和意大利進行了試訓，當時尼日利亞隊在本土闖入決賽，輸給了瑞士。
奧納齊在青年隊出場後，於2011-12賽季首次晉升為拉齊奧一線隊。他在本賽季倒數第二場比賽中於第90分鐘替補盧利奇，完成意甲首秀。拉齊奧隊在貝加莫的意大利藍衣競技體育場以 2-0 戰勝亞特蘭大隊。
在接下來的 2012-2013 賽季中，奧納齊在主教練的帶領下獲得了更多的上場時間，與萊德斯馬一起擔任防守型中場。值得注意的是，他在白鹿巷球場對陣托特納姆熱刺隊的歐洲聯賽中首發出場，最終以 0-0 平局告終。2013年3月7日，他在歐羅巴聯賽十六強對陣斯圖加特的比賽中攻入拉齊奧隊的首個進球。2013年5月8日，他在3-1戰勝國際米蘭的比賽中打進了他的第一個意甲進球。
2014年4月13日，他在拉齊奧以4-2擊敗那不勒斯的比賽中攻入了他的第二個意甲進球。
2014年9月22日，奧納齊與拉齊奧續約兩年，直至2018年。拉齊奧此前曾在夏季轉會窗口收到艾佛頓、南安普頓和桑德蘭三支英超俱樂部的轉會詢問，德國、法國、西班牙和俄羅斯俱樂部也對奧納齊感興趣。也被報導。2015年5月31日，他在第88分鐘的進球幫助拉齊奧以3-2戰勝那不勒斯，幫助俱樂部確保了最後一個歐冠席位。
2023年7月12日，奧納齊加盟香港超级联赛俱乐部傑志。

## 國家隊
16歲時，奧納齊代表國家參加2009年FIFA U-17 世界杯，尼日利亞獲得亞軍。然而，儘管他參加了葡萄牙和巴拿馬的訓練營，但兩年後他在 2011 年 FIFA U-20世界杯的選拔中卻被忽視。
他在非洲國家杯預選賽對陣利比里亞的比賽中首次代表尼日利亞國家隊出場。他的第一個進球出現在他的第二場國際比賽中，即在佛羅里達州 3-1 戰勝委內瑞拉的友誼賽中。
奧納齊入選尼日利亞2013年非洲國家杯23人大名單。他在尼日利亞隊對陣布基納法索的首場比賽中替補上場，他們最終將在決賽中再次面對布基納法索，然後他在淘汰賽階段的所有比賽中打滿了每一分鐘，包括決賽。
他入選尼日利亞隊參加2013年國際足聯聯合會杯。但由於在比賽前幾週膝蓋輕微受傷，他錯過了比賽。
奧納齊入選尼日利亞參加 2014 年巴西世界杯的最終陣容，並在全部四場比賽中首發，尼日利亞在 16 強中被法國淘汰。他也是參加 2018 年俄羅斯世界杯的陣容之一。儘管他沒有參加球隊的三場比賽。奧納齊在 2018 年 12 月為土耳其俱樂部效力時遭遇跟腱傷勢，未能完全康復，因此預計將被排除在 2019 年非洲杯國家隊臨時大名單之外。

## 榮譽
拉素
- 意大利盃 : 2012–13年

特拉布宗體育
- 土耳其盃 : 2019–20年

尼日利亞國家隊
- 非洲國家盃 : 2013年

## 外部連結
- Soccerway資料庫：歐傑尼·奧納齊